# Protochelifer cavernarum
Espèce
Synonymes
- Protochelifer cavernarum aitkeni Beier, 1968

Protochelifer cavernarum est une espèce de pseudoscorpions de la famille des Cheliferidae.

## Distribution
Cette espèce est endémique d'Australie. Elles se rencontrent dans des grottes en Nouvelle-Galles du Sud et en Australie-Occidentale.

## Description
Les mâles mesurent de 2,8 à 3 mm et les femelles de 3 à 3,2 mm.

## Publication originale
- Beier, 1967 : Some Pseudoscorpionidea from Australia, chiefly from caves. Australian Zoologist, vol. 14, p. 199-205 (texte intégral).